# Mamut imperial
El mamut imperial (Mammuthus imperator) era la varietat més gran d'entre els mamuts de Nord-amèrica, amb una alçada de gairebé cinc metres a l'espatlla. Com que el clima de la regió on vivia era més càlid que les estepes en què vivien els mamuts d'Euràsia, es creu que el mamut imperial no tenia una capa de pèl espessa. La seva característica principal eren els seus ullals, que es corbaven fins a tal punt que es creuaven. Quan Joseph Leidy descrigué l'animal el 1858, originalment pensà que es tractava d'una espècie del gènere Elephas.